# Bahnhof Hamburg Königstraße

Der Bahnhof Hamburg Königstraße ist eine Tunnelstation der S-Bahn Hamburg im Hamburger Stadtteil Altona-Altstadt. Der Haltepunkt wird ganztägig durch die Linien S1 und S3 bedient.

## Geschichte
Die Station wurde zusammen mit Reeperbahn am 21. April 1979 als Teil der City-S-Bahn eröffnet.
Ursprünglich war die Station in braun-orangem Stil der 1970er Jahre gehalten. 2021 wurde die Bahnsteigebene im Rahmen von Renovierungsmaßnahmen in einen von Grüntönen geprägten modernen Stil umgestaltet. Die beiden Zugangsgebäude zur Oberfläche sind weiterhin in der ursprünglichen Farbgestaltung.

## Barrierefreiheit
Der Bahnhof Königstraße gilt als nicht barrierefrei. Die Herstellung der Barrierefreiheit ist schon seit 2010 konkret geplant. 2012 war der Ausbau nach Angaben des Hamburger Senats in Planung und sollte bis 2014 realisiert werden. Im Mobilitätsprogramm 2013 des Senats war der Baubeginn für 2014 vorgesehen, tatsächlich folgten den Planungen keine Bautätigkeiten. 2016 sollte der Ausbau bis 2019 „voraussichtlich abgeschlossen“ sein, 2018 wurde er auf das Jahr 2020 verschoben, 2020 strebte die Deutsche Bahn eine Realisierung im Jahr 2022 an, 2021 war der Ausbau für 2024 avisiert, 2023 war die Herstellung der Barrierefreiheit für das Jahr 2025 geplant.
Laut einer Mitteilung des Hamburger Senats an die Bürgerschaft aus dem November 2024 soll die Station nunmehr bis zum Jahr 2026 barrierefrei werden. Im April 2025 kündigte die DB auf Plakaten in der Station die Fertigstellung für September 2026 an.

## Lage
Der Haltepunkt befindet sich unter dem Schleepark, südlich der namensgebenden Königstraße. An den zwei Enden der Station gibt es jeweils einen Ausgang. Am Ostende führt ein Ausgang an die Südseite der Königstraße, am Westende zur Behnstraße. Am dortigen Ausgang befindet sich eine Station von Stadtrad Hamburg.

## Verkehr
An der Station halten ganztägig die Linien S1 und S3 im 10-Minuten-Takt, die S1 in der Hauptverkehrszeit im 5-Minuten-Takt. Somit können Zugfolgen von unter fünf Minuten entstehen. In den Werktags-Nächten gibt es einen 20-Minuten-Takt für die S1 und S3.

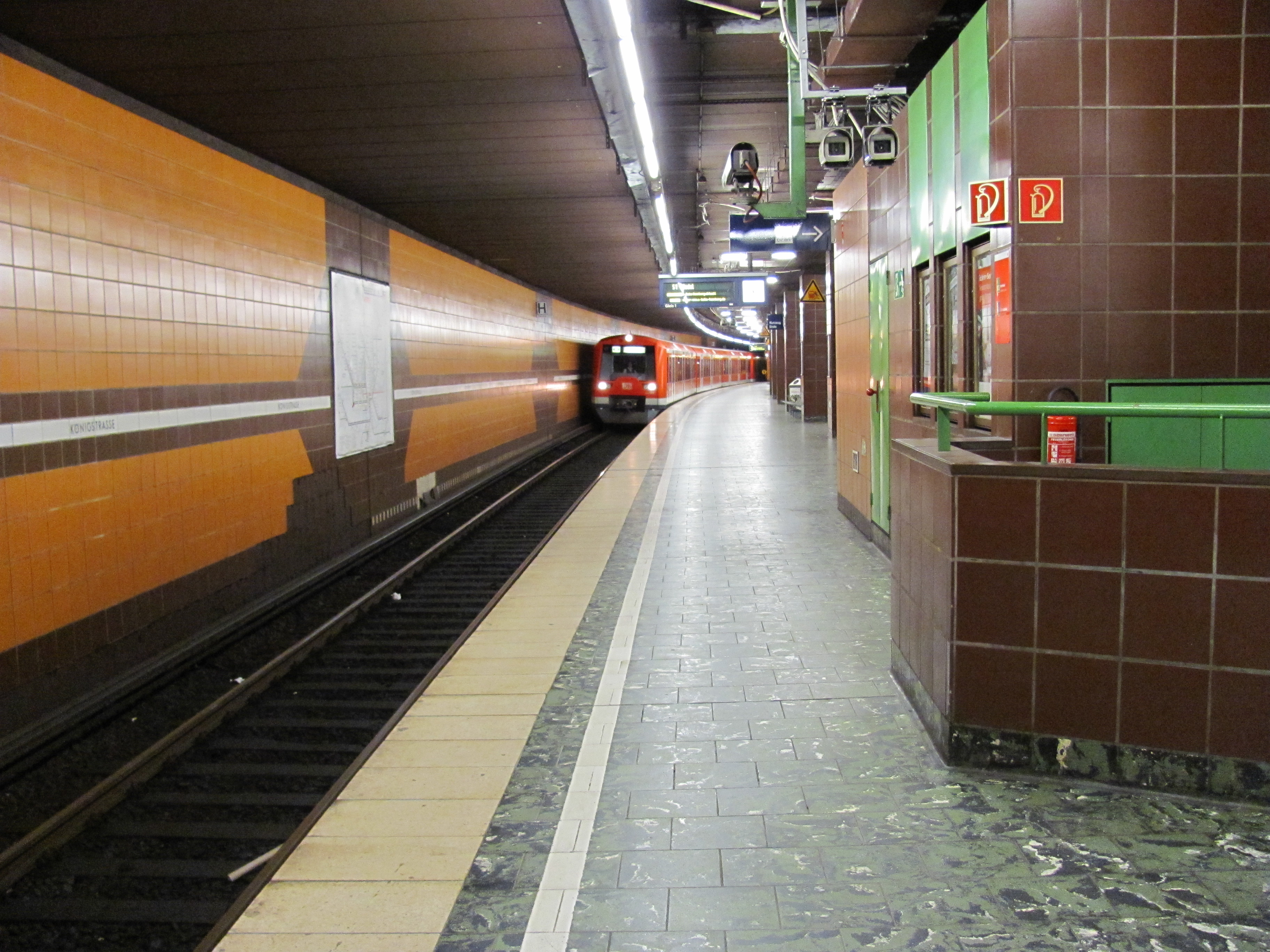
Früheres Design des Bahnhofs

2023 stiegen Montags bis Freitags im Durchschnitt täglich 9.300 Personen am Haltepunkt ein und aus.
| Linie | Verlauf |
| ----- | --- |
| S 1   | Wedel – Rissen – Sülldorf – Iserbrook – Blankenese – Hochkamp – Klein Flottbek – Othmarschen – Bahrenfeld – Ottensen – Altona – Königstraße – Reeperbahn – Landungsbrücken – Stadthausbrücke – Jungfernstieg – Hauptbahnhof – Berliner Tor – Landwehr – Hasselbrook – Wandsbeker Chaussee – Friedrichsberg – Barmbek – Alte Wöhr (Stadtpark) – Rübenkamp – Ohlsdorf \ Streckenast Poppenbüttel – Kornweg (Klein Borstel) – Hoheneichen – Wellingsbüttel – Poppenbüttel / Streckenast Flughafen – Hamburg Airport (Flughafen) |
| S 3   | Pinneberg – Thesdorf – Halstenbek – Krupunder – Elbgaustraße – Eidelstedt – Stellingen (Arenen) – Langenfelde – Diebsteich – Altona – Königstraße – Reeperbahn – Landungsbrücken – Stadthausbrücke – Jungfernstieg – Hauptbahnhof – Hammerbrook (City Süd) – Elbbrücken – Veddel (BallinStadt) – Wilhelmsburg – Harburg – Harburg Rathaus – Heimfeld (TU Hamburg) – Neuwiedenthal – Neugraben |